# Hans Thulin
Hans Thulin, född 1948, är en svensk affärsman som särskilt ägnat sig åt fastighetsaffärer.
Thulin gjorde lönsamma fastighetsaffärer under 1980-talets svenska värdeökning på fastigheter, den så kallade "fastighetsbubblan". Ett knep var att utnyttjat bristande kreditkontroll så att fastigheterna kunde belånas fyra gånger på samma säkerhet: fastighetsbolaget fick belåna huset på sedvanligt sätt, men sedan lånade även moderbolaget med fastighetsbolagets aktier som pant, sedan koncernmoderbolaget med moderbolagets aktier som säkerhet och fjärde gången gick Thulin i personlig borgen. Ett annat knep var köpa fastigheter relativt billigt, totalrenovera och sedan chockhöja hyrorna och vräka affärsinnehavare som protesterade mot de nya hyresnivåerna. "Oskäliga höjningar" var olagliga, men Thulin utnyttjade ett kryphål i lagen som godkände höjning om blott en hyresgäst accepterade. Misstankar fanns att dessa hyresgäster var bulvaner, men Thulin vann de flesta tvisterna. På kort tid köptes kommersiella centrum i ett tjugotal städer och snart innehöll fastighetsimperiet 125 bolag som värderades till nära sex miljarder kronor .
1989 avreglerades valutamarknaden och samma år utvandrade Thulin med hustrun Lisa och två barn till villaförorten Uccle i Belgien. I Bryssel köpte han bland annat 26 våningar höga Blue Tower, en halvmil från det nya hemmet.
Thulins bolag Consolidator kunde våren 1990 inte betala en skuld på 650 miljoner kronor till finansbolagen Nyckeln, som på hösten samma år ställde in betalningarna. Detta ledde till att Thulins svenska fastighetsimperium gick under i samband med finans- och fastighetskraschen i början av 1990-talet. 1991 gick hans bolag Consolidator och Granaten i konkurs med omkring tre miljarder kronor i skulder. Thulin hade gått i personlig borgen för lån på 800 miljoner kronor och försattes i personlig konkurs.
Efter sin personliga konkurs har Thulin hållit sig undan från svenska fordringsägare och ett flertal gånger agerat eller försökt agera på svensk fastighets- och finansmarknad via bulvaner.
Efter skilsmässan från hustrun Lisa 2001 bodde Thulin en tid i Montevideo, Uruguay.
Thulin hade också dyrbara samlingar av bland annat konst och bilar. Hans köp år 1988 av Nils Dardels tavla Den döende dandyn för 13 miljoner kronor blev mycket uppmärksammat. Säljare var finansmannen Fredrik Roos, och efter Thulins konkurs kom Tomas Fischer att bli ägare till tavlan. 1987 köpte han en Bugatti Royale för 5,5 miljoner brittiska pund, men även denna såldes vidare efter hans konkurs.